# Temango
Temango es una localidad de México localizada en el municipio de Tlanchinol en el estado de Hidalgo.

## Geografía
Se encuentra en la región geográfica de la Huasteca hidalguense. Le corresponden las coordenadas geográficas 21° 07’ 53.307” de latitud norte y 98° 41’ 27.810” de longitud oeste, con una altitud de 757 m s. n. m. Cuenta con un clima semicálido húmedo con lluvias todo el año.
En cuanto a fisiografía se encuentra en la provincia de la Sierra Madre Oriental, dentro de la subprovincia de Carso Huasteco; su terreno es de sierra. En lo que respecta a la hidrografía se encuentra posicionado en la región del Pánuco, dentro de la cuenca del río Moctezuma, y en la subcuenca del río Amajac.

## Demografía
En 2020 registró una población de 1056 personas, lo que corresponde al 3.06 % de la población municipal. De los cuales 511 son hombres y 545 son mujeres.
| Gráfica de evolución demográfica de Temango entre 1900 y 2020                                |
|                                                                                              |
| Población de los censos y conteos del Instituto Nacional de Estadística y Geografía (INEGI). |